# Саєлеле
Саєлеле (рум. Saelele) — село у повіті Телеорман в Румунії. Адміністративний центр комуни Саєлеле.
Село розташоване на відстані 126 км на південний захід від Бухареста, 50 км на захід від Александрії, 89 км на південний схід від Крайови.

## Населення
За даними перепису населення 2002 року у селі проживали 1880 осіб, усі — румуни. Усі жителі села рідною мовою назвали румунську.